# المواد أحادية الطبقة
المواد أحادية الطبقة (Single-layer materials) ، أو المواد ثنائية الأبعاد (2D-materials) ، هي مواد صلبة بلورية تتكون من طبقة واحدة أفقية من الذرات، مما يمنحها خصائص تختلف عن نظيراتها ذات الطبقات المتعددة (ثلاثية الأبعاد).
استرعت هذه الخصائص اهتمام العديد من العلماء والباحثين في مجال علم المواد، وأظهرت نتائج الأبحاث تطبيقات واعدة للمواد أحادية الطبقة في مجالات متعددة، ولكن الدراسات ما زالت في بداياتها.
اصطلح المجتمع العلمي على إضافة حرفي الياء المكسورة والنون إلى آخر أسماء المواد أحادية الطبقة المكونة من عنصر كيميائي واحد، مثل الغرافِين، الذي يشير إلى الغرافيت ثنائي الأبعاد. وتُضاف الياء المفتوحة والنون أو الياء والدال إلى أسماء المواد أحادية الطبقة المكونة من مركبات كيميائية تحتوي على عنصرين أو أكثر مرتبطين برابطة تساهمية.
يتوقع العلماء إمكانية وجود المئات من المواد أحادية الطبقة المستقرة كيميائيًا، وذلك استنادًا على قواعد بيانات تحتوي على معلومات عن المواد أحادية الطبقة المستعملة حاليًا، والمواد أحادية الطبقة المتوقع تصنيعها.
تتم عملية التصنيع بعدة طرق يمكن اختصارها إلى قسمين رئيسيين: يشمل الأول طرق خَلق المادة في صورتها ثنائية الأبعاد، ويشمل القسم الثاني الطرق التي تعتمد على تقشير المادة لتتحول من حالتها الحجمية (ثلاثية الأبعاد) إلى حالتها ثنائية الأبعاد بأساليب متعددة، أشهرها التقشير بالموجات فوق الصوتية، والتقشير المائي الحراري، والميكانيكي، والكهروكيميائي، والتقشير المدعوم بالليزر، والمدعوم بموجات الميكروويف.